# Ditylus laevis
Ditylus laevis es una especie de coleóptero polífago de la familia Oedemeridae propio de la región Paleártica, decuerpo robusto y negro, que habita en los bosques de coníferas

## Características
Tiene una longitud de  14 a 17 mm. El cuerpo es robusto, ancho y arqueado, de color negro con tinte azulado, verdoso o violáceo, cubierto de  pubescencia recostada y corta.  La cabeza y el pronoto están finamente punteados. La cabeza es corta, con ojos pequeños, globosos y  ligeramente escotados.  Las antenas son cortas y no alcanzan la mitad de los élitros. Pronoto cordiforme, con surco mediano. Élitros densamente rugoso-punteados, ensanchados por detrás, con cuatro costillas longitudinales. Las patas son cortas y fuertes. Es una especie muy característica y no se puede confundir con ningún otro oedémerido europeo.

## Historia natural
Las larvas viven en madera podrida muy húmeda, principalmente de coníferas, como soportes de puentes, maderas de dique, etc.,  y viven dos años. El adulto se encuentra sobre la madera (troncos, tocones) en la que las larvas se desarrollan, o en su proximidad, ocasionalmente en arbustos floridos.

## Distribución geográfica
Existen dos subespecies:
- Ditylus laevis laevis se distribuye en el centro y este de la región Paleártica (Siberia,  Lejano Oriente ruso, Islas Kuriles, Corea, China nororiental, Japón). Llega al noreste de Europa donde es muy esporádica, siendo muy rara en Europa Central.
- Ditylus laevis oxianus Švihla, 1993, se encuentra en el este de Turkmenistán.